# Hydrophis torquatus
Espèce
Synonymes
- Hydrophis torquata Günther, 1864
- Hydrophis torquata torquata Günther, 1864
- Chitulia torquata (Günther, 1864)
- Hydrophis torquata aagaardi Smith, 1920
- Hydrophis diadema Günther, 1864
- Hydrophis torquata diadema Günther, 1864

Statut de conservation UICN

 DD  : Données insuffisantes
Hydrophis torquatus est une espèce de serpents de la famille des Elapidae.

## Répartition
Cette espèce marine se rencontre dans la mer de Chine méridionale dans les eaux du Viêt Nam, du Cambodge, de la Thaïlande, de la Malaisie et de l'Indonésie.
Sa présence est incertaine dans les eaux chinoises.

## Liste des sous-espèces
Selon The Reptile Database (19 décembre 2012) :
- Hydrophis torquatus aagaardi Smith, 1920
- Hydrophis torquatus diadema Günther, 1864
- Hydrophis torquatus torquatus Günther, 1864

## Publications originales
- Günther, 1864 : The reptiles of British India, London, Taylor & Francis, p. 1-452 (texte intégral).
- Smith, 1920 : On sea snakes from the coasts of the Malay peninsula, Siam and Cochin-China. Journal of the Federated Malay States Museums, Kuala Lumpur, vol. 10, no 1, p. 1-63 (texte intégral).